# Liquido (gruppo musicale)
I Liquido sono stati un gruppo musicale tedesco formato ad Heidelberg nel 1996 e attivo fino al 2009.

## Storia del gruppo

### Il primo album
Il gruppo fu fondato a Heidelberg in Germania nel 1996 da Tim Eiermann (voce e chitarra) e Wolle Maier (batteria), due membri dei Pyogenesis. Dopo aver reclutato Wolfgang Schrödl (voce, chitarra e tastiera) e Stefan Schulte-Holthaus (basso), la prima realizzazione del gruppo fu un demo del brano Narcotic, uscito nel luglio del 1997 con la loro etichetta Seven Music. Il gruppo firmò un contratto con la Virgin Records, pubblicando l'omonimo album Liquido nel corso del 1999: il tour europeo di quell'anno segnò il tutto esaurito e contemporaneamente Narcotic si aggiudicò diversi dischi di platino in gran parte dell'Europa. In aprile l'album ottenne il disco d'oro in Germania, e i singoli Doubledecker e Clicklesley entrarono nei primi posti delle classifiche nazionali. Furono fra i gruppi musicali che vendettero più copie in Germania durante il 1999, ed entrarono in classifica anche in Asia ed Australia.

### At the Rocks
Il secondo album At the Rocks, uscito nel 2000, entrò nelle Top 20 di molti paesi europei, e i singoli Made in California e Play Some Rock riscossero un grande successo; quest'ultimo singolo restò nella Offizielle Deutsche Charts per più di dieci settimane. In questo periodo i Liquido iniziarono a riscuotere consensi in Sud America, e al tempo stesso il secondo tour europeo portò la band nei festival più famosi d'Europa. Inoltre, il gruppo vinse svariati premi, tra cui i RSH Gold, gli Echo, i Comet Award e gli Amadeus Award. Narcotic viene giudicata come la seconda migliore canzone di tutti i tempi da Delta Radio di Amburgo subito dopo Stairway to Heaven dei Led Zeppelin.

### Alarm! Alarm!
Il quartetto trascorse quasi tutto il 2001 a scrivere i nuovi pezzi e a suonare in festival europei. Il loro terzo album Alarm! Alarm!, prodotto nuovamente da O.L.A.F. Opal, uscì nel 2002 e include canzoni che segnano una virata verso il rock progressivo, come Take Off Go Far, Just a Boy, Stay with Me e Why Are You Leaving, canzone che appare nel film Knallharte Jungs di Bernd Eichinger. Seguono altri contributi musicali per la colonna sonora del lungometraggio statunitense Igby Goes Down e per spot cinematografici e televisivi in Germania ed all'estero. Alla fine del 2002 i Liquido avevano venduto complessivamente più di due milioni di album in tutto il mondo.
Il 2003 vide concludersi il rapporto dei Liquido con la Virgin. Il gruppo cambiò sia management che agenzia, e, durante il 2004, trovò anche una nuova etichetta, la Nuclear Blast. Il periodo successivo all'album Alarm! Alarm! viene sfruttato dai singoli componenti del gruppo per sviluppare i loro numerosi progetti solisti come LSD Underground (Wolle), The Prophet's Project (Wolfgang), My Early Mustang (Wolle & Tim) e Cages (Stefan e Wolfgang), oltre alla realizzazione di una raccolta di successi chiamata The Essential.

### Float
A fine estate 2004 cominciano le registrazioni di Float, prodotto per la prima volta dal gruppo stesso. Il primo singolo Ordinary Life, scritto da Wolfgang Schrödl, ottenne un successo internazionale: il suo video fu interamente girato a Berlino. L'album sancì la popolarità dei Liquido ed in particolare il singolo Ordinary Life diventò un tormentone radiofonico in molti territori europei.

### Zoomcrafte lo scioglimento
L'ultimo album Zoomcraft viene pubblicato nel marzo del 2008, preceduto dal singolo Gameboy.
Il gruppo annunciò il proprio scioglimento il 27 gennaio 2009 sul proprio sito, a causa di divergenza di obiettivi fra i membri. Nel breve comunicato (pubblicato in inglese e tedesco) vennero annullati anche i futuri eventi in programma, annunciando che il loro ultimo concerto insieme si era tenuto a Torgau il 13 settembre 2008.

## Formazione
- Wolfgang Schrödl – voce, chitarra, tastiera, pianoforte
- Tim Eiermann – voce, chitarra
- Stefan Schulte-Holthaus – basso
- Wolle Maier – batteria

## Discografia

### Album in studio
- 1999 – Liquido
- 2000 – At the Rocks
- 2002 – Alarm! Alarm!
- 2005 – Float
- 2008 – Zoomcraft

### Raccolte
- 2004 – The Essential

### Singoli
- 1998 – Narcotic
- 1999 – Doubledecker
- 1999 – Clicklesley
- 2000 – Play Some Rock
- 2000 – Made in California
- 2000 – Tired
- 2002 – Why Are You Leaving
- 2002 – Stay with Me
- 2005 – Ordinary Life
- 2005 – Love Me Love Me
- 2008 – Gameboy